# Mary Anne Talbot
Mary Anne Talbot, född i London 2 februari 1778, död 4 februari 1808, var en brittisk sjöman och memoarskrivare. 

## Biografi
Mary Anne Talbot föddes i London, enligt egen uppgift som illegitim dotter till Lord William Talbot, Baron of Hensol. Hon var moderlös sedan födseln och växte upp i olika fosterhem och skolpensionat. Hon stod under förmynderskap av en Mr Sucker, som kontrollerade hennes arv efter hennes syster. 
1792 blev hon vid fjorton års ålder älskarinna till sjökapten Essex Bowen, som tog henne med sig som sin betjänt på sin expedition till Santo Domingo utklädd till pojke under namnet John Taylor. Hon tjänstgjorde som trumslagare i slaget vid Valenciennes 13 juni–28 juli 1793, där Bowen stupade. Hon sårades men tog själv hand om såren. Då hon undersökte Bowens kvarlämnade papper upptäckte hon att hennes förmyndare Sucker hade stulit alla hennes pengar. Hon tog då anställning som sjöman. Efter en tids tjänstgöring deserterade hon och arbetade som skeppsgosse på ett franskt fartyg. Då skeppet togs av brittiska flottan anställdes hon som skeppsgosse med uppgift att ladda kanonerna. Hon sårades i benet under ett sjöslag mot franska flottan i juni 1794. Hon blev så småningom fransk krigsfånge och fängslades i Dunkerque. Hon frigavs och kunde återvända till London 1796. 
Hennes kön avslöjades av ett gäng som försökte shanghaja henne 1797. Hon ansökte om sin sold hos flottan, vilken hon så småningom lyckades få. Hennes övriga egendom var dock svindlad av hennes förmyndare, och hon försökte försörja sig på diverse grovarbete och en gång som skådespelare. Hon fortsatte att bära manskläder. Hon fängslades senare för skuld. Slutligen fick hon anställning som tjänare hos redaktören Robert S. Kirby, som lät trycka hennes memoarer i sin bok Wonderful Museum och efter hennes död även enskilt i The Life and Surprising Adventures of Mary Anne Talbot (1809). Berättelsen om hennes liv uppmärksammades i samtiden.